# Новоалександровка (Волоконовский район)
Новоалександровка — посёлок в Волоконовском районе Белгородской области России. В составе Шидловского сельского поселения.

## География
Посёлок вытянут вдоль левого берега реки Волчьей, расположен в восточной части Белгородской области в 12,7 км по прямой к северо-западу от самых западных окраин районного центра Волоконовки. Новоалександровка непосредственно граничит с селом Шидловкой на севере. В окрестностях посёлка имеются населённые пункты с перекликающимися названиями: село Александровка в соседнем Шебекинском районе (в 6,5 км по прямой к западо-северо-западу); соседнее село Волчья Александровка — в 3 км (между условными центрами населённых пунктов) по прямой к юго-западу (ниже по руслу и на противоположном берегу Волчьей).

## Население
| 2002 | 2010 |
| ---- | ---- |
| 50   | ↘37  |